# La più bella coppia del mondo
Pour plus de détails, voir Fiche technique et Distribution.
La più bella coppia del mondo est un film italien dans le genre musicarello réalisé par Camillo Mastrocinque et sorti en 1968.

## Synopsis
Walter et Paola, respectivement présentateur et marraine du sixième Cantagiro (1967), sont coincés par un mensonge : pour écarter une admiratrice, Walter se dit marié à Paola, mais la nouvelle devient publique. Dans un premier temps, les deux personnages voudraient démentir le bruit, mais Paola s'en sert aussi pour écarter un admirateur encombrant, Turiddu Lo Cascio. D'autres péripéties interviennent autour de ce quiproquo.

## Remarques
Le film est tourné sur l'itinéraire de ce festival itinérant du Cantagiro de 1967. Y participent les groupes The Motowns, I Camaleonti, Dik Dik, et des chanteurs Massimo Ranieri, Dino, ainsi que le réalisateur du Festivalbar, Vittorio Salvetti (it).

## Fiche technique
- Titre : La più bella coppia del mondo
- Réalisation : Camillo Mastrocinque
- Scénario : Marcello Marchesi, Vittorio Metz
- Genre : Musicarello, comédie
- Production : Luigi Rotundo, pour ECIT
- Photographie : Benito Frattari
- Montage : Tommasina Tedeschi
- Musique : Gigi Cichellero
- Costumes : Luciano Spadoni
- Durée : 96 min
- Date de sortie : Italie : 26 janvier 1968

## Distribution
- Walter Chiari : Walter
- Paola Quattrini : Paola
- Aldo Giuffré : Turiddu Lo Cascio
- Gianni Agus : agent de Walter Chiari
- Francesco Mulè : commendator Gennaroni
- Margareth Rose Keil : la Suédoise
- Maria Grazia Manescalchi
- Mariella Palmich
- Adriano Celentano
- Ricky Shayne
- Patty Pravo